# Phlogochroa rubida
Phlogochroa rubida är en fjärilsart som beskrevs av Holland 1920. Phlogochroa rubida ingår i släktet Phlogochroa och familjen nattflyn. Inga underarter finns listade i Catalogue of Life.

## Bildgalleri

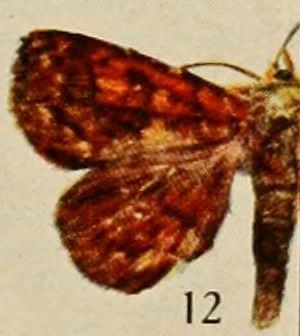